# Calcethorpe with Kelstern
Calcethorpe with Kelstern est une paroisse civile du Lincolnshire, en Angleterre.